# Kristen, var för Herrens skull
Kristen, var för Herrens skull är psalm av Johan Olof Wallin.  Psalmen har sex  6-radiga verser. Vid omarbetningen och moderniseringen av den svenska psalmboken togs denna psalm bort till 1937 års psalmbok.

## Publicerad i
- 1819 års psalmbok som nr 308 under rubriken "Kristligt sinne och förhållande. Med avseende på särskilda personer, tider och omständigheter. 1. Överhet, undersåtar, fäderneslandet."